# A bosszú (televíziós sorozat, 2002)
A bosszú vagy Valentina titka (eredeti cím: La venganza) 2002 és 2003 között vetített kolumbiai teleregény, amelyet az [Humberto "Kiko" Olivieri alkotott. A főbb szerepekben Gabriela Spanic, José Ángel Llamas, Catherine Siachoque, María Elena Döehring és Jorge Cao látható.
Kolumbiában 2002. november 4-től 2003. május 16-áig futott a Caracol Televisión csatornán. Magyarországon csaknem 10 évvel az eredeti vetítés után a Sorozat+ tűzte műsorra 2011. november 7-én, majd 2015. január 5-én a TV2 tűzte műsorra Valentina titka címmel.

## Cselekmény
Helena Fontana egy negyvenes éveiben járó nő, akinek gyenge a szíve. Esküvője napján rajtakapja férjét, Luis Miguel Arizát, és testvérét, Grazziát; infarktust kap és meghal. Valentina Díaz egy szegény, de bátor bokszolónő, aki illegális küzdelmekben vesz részt, melyeket Fernando Valerugo szponzorál. Helena halálának éjjelén Valentina is meghal, egy a fejére mért hatalmas ütés következtében. Helena rejtélyes körülmények között visszatér az életbe, Valentina testében. Helena segítséget kér egy barátjától, Tobagótól, aki médium, és aki segít Helenának, hogy visszakapja az életét. Valentina azonban még mindig Fernando Valerugónak dolgozik, így Helena nem tudja abbahagyni a bokszolást, és keményen kell edzenie Valentina legjobb barátjával és edzőjével, Brenda Leevel, hogy újra és újra szembenézzen ellenfeleivel a meccsek során. Valentina a Fontana család házába megy mint Helena legjobb barátnője, és mivel mindent tud a Fontana családról, könnyedén Luis Miguel és Danilo Fontana bizalmába férkőzik.
Helena bosszút akar állni Luis Miguelen és Grazzián, de hamarosan nyilvánvalóvá válik számára, hogy az egyetlen felelős testvére, Grazzia, aki Valentina személyében veszélyt lát a Luis Miguellel és a Fontanákkal kapcsolatos terveire nézve. Grazzia ártani akar apjának, ezért szövetkezik Fernando Valerugóval, és a szeretője lesz. Eközben Helena rájön, hogy lánya, – akinek Marco Tulio az apja (Fernando Valerugo fia) – életben van, miközben ő azt hitte halva született. Helena elhatározza, hogy megkeresi a lányát.
Helena arra gyanakszik, hogy a Valerugo házban élő fiatal lány, Adoración lehet a lánya. Valentina bátyja, Paquito szerelmes Adoraciónba. Adoración a gyanú miatt, hogy ő a Valerugók és a Fontanák vagyonának örököse, Fernando családjának – feleségének, Raquelnek és a fiának, Alfredónak – célpontjává válik. Raquel elrabolja Adoraciónt, azért hogy irányítsa a potenciális örököst, pedig a lány valójában Sebastián atya (Fernando testvére) lánya. A pap elismeri, hogy Adoración az ő lánya, Grazzia pedig megtudja, hogy Raquel kihasználta őt, ezért megöli a nőt.
Luis Miguel és Valentina romantikus kapcsolatba bonyolódik, de Valentina volt barátja és Fernando Valerugo sógora bonyolultabbá teszik a dolgokat. Grazzia is kihasználja, hogy terhes Fernandótól, terhességével akarja magához láncolni Luis Miguelt. Grazzia kiterveli, hogy mindenkit Valentina ellen fordít, ezért vetélést idéz elő, és azt állítja, hogy Valentina mérgezte meg. Ezután a Fontanák és a Valerugók is üldözni kezdik Valentinát, hogy megöljék. Felipe elrejti Valentinát és mindenkivel elhiteti, hogy meghalt, miközben ő felkészíti a nőt, hogy elfoglalja jogos helyét a Fontanák és Valerugók örököseként. Grazzia meggyőzi Fernandót, hogy ölje meg Luis Miguelt, hogy ő kizárólagos jogot szerezzen a teljes Fontana-vagyon felett. Luis Miguelt otthagyják egy tóban, hogy meghaljon, de Valentinának sikerül megmentenie őt. Luis Miguel végül megszökik, és azt hiszi, hogy Valentina egész idő alatt megcsalta őt. Luis Miguel keresése közben Valentinát elfogja Grazzia, és egy ház pincéjébe zárja, étel és ital nélkül; majd elrendeli, hogy gyújtsák fel a házat. Grazzia azt hiszi, hogy Valentina meghalt, de a nőnek Tobago férjének segítségével sikerül kimenekülnie az égő házból.
A pincébe zárt Helena (Valentina testében) rájön, hogy Luis Miguel azért vette feleségül, mert vissza akarta szerezni a vagyonát, amit Danilo Fontana lopott el a szüleitől, és hogy a test, amelyet birtokol valójában a saját lánya (Valentina) teste. Elhatározza, hogy elpusztítja azokat az embereket, akik nyomorulttá tették őt, miközben Luis Miguel gyermekét várja…

## Szereplők
| Színész                 | Szereplő                                                     | Megjegyzés                                                        | Magyar hang                                        |
| ----------------------- | ------------------------------------------------------------ | ----------------------------------------------------------------- | -------------------------------------------------- |
| Gabriela Spanic         | Valentina Díaz / Valentina Valerugo Fontana / Helena Fontana | Bokszoló. Helena Fontana és Marco Tulio lánya                     | Orosz Anna                                         |
| José Ángel Llamas       | Luis Miguel Ariza                                            | Mariangel édesapja                                                | Varga Gábor                                        |
| Catherine Siachoque     | Grazzia Fontana Visso                                        | Helena testvére                                                   | Farkasinszky Edit                                  |
| María Elena Döehring    | Helena Fontana Visso                                         | Concepción és Danilo lánya, Grazzia testvére, Valentina édesanyja | Udvarias Anna                                      |
| Jorge Cao               | Fernando Valerugo                                            | Raquel férje, Alfredo édesapja                                    | Orosz István                                       |
| Natasha Klauss          | Sandra Guzmán                                                | Grazzia személyi asszisztense                                     | Sallai Nóra                                        |
| Ana María Abello        | Adoración Valerugo Domínguez                                 | María Teresa lánya                                                | Sánta Annamária                                    |
| Orlando Miguel          | Felipe Rangel                                                | Valentina volt szerelme, később a férje                           | Fekete Zoltán                                      |
| Bárbara Garófalo        | Mariangel Ariza                                              | Luis Miguel lánya                                                 | Pekár Adrienn                                      |
| Carlos Duplat           | Danilo Fontana                                               | Helena és Grazzia édesapja                                        | Barbinek Péter                                     |
| Margalida Castro        | Concepción Fernández                                         | Helena édesanyja                                                  | Rátonyi Hajni                                      |
| Marcela Carvajal        | Raquel Rangel de Valerugo                                    | Fernando felesége                                                 | Ősi Ildikó                                         |
| Guillermo Gálvez        | Armando Serrano                                              | Luis Miguel barátja                                               | Renácz Zoltán                                      |
| Luz Stella Luengas      | 'Yaya' Yolanda Díaz                                          | Francisco édesanyja                                               | Papp Györgyi                                       |
| Nury Flores             | Tobago Christmas                                             | Látnok                                                            | Szabó Éva                                          |
| Millie Ruperto          | Bernardina Pérez 'Brenda Lee'                                | Valentina legjobb barátnője és edzője                             | Sági Tímea                                         |
| Vanessa Simon           | Giovanna                                                     | Armando barátnője                                                 | Roatis Andrea                                      |
| John Ceballos           | Rosario Paricua                                              | Helena Fontana testőre                                            | Fellegi Lénárd                                     |
| Pedro Rendón            | 'Paquito' Francisco José Díaz                                | Yaya fia, Valentina "testvére"                                    | Markovics Tamás                                    |
| Yuri Pérez              | Franky García                                                | Fernando Valerugo jobbkeze                                        | Sörös Miklós                                       |
| Víctor Rodríguez        | Jovito Matute                                                | Tobago férje                                                      | Galbenisz Tomasz                                   |
| Naren Daryanani         | Alfredo Valerugo                                             | Fernando fia                                                      | Seszták Szabolcs                                   |
| Ivette Zamora           | 'Mariate' María Teresa Carballo                              | Cseléd a Valerugo-házban, Adoración édesanyja                     | Törtei Tünde                                       |
| Julio del Mar           | Sebastián Valerugo                                           | Pap                                                               | Cs. Németh Lajos (1. hang) Bartók László (2. hang) |
| Carlos Barbosa          | Numa Pompeyo                                                 | Yaya férje                                                        | Cs. Németh Lajos                                   |
| María Margarita Giraldo | Matilde                                                      | Ápolónő                                                           | Bókai Mária                                        |
| Germán Rojas            | Leonardo Michelotto                                          | Danilo Fontana testőre és végrehajtója, Tramonti fia              | Imre István                                        |
| Rosemary Bohórquez      | Clara Noyo                                                   | Felipe ex barátnője                                               | Orosz Helga                                        |
| Julio Correal           | Cirilo Coromoto Domínguez                                    |                                                                   | Szkárosi Márk                                      |
| Claudio Fernández       | Tramonti                                                     | A Fontana család embere                                           | Csuha Lajos                                        |
| Félipe W. Hencker       | Dr. Rodolfo Caicedo                                          | A Fontana család orvosa                                           | Katona Zoltán                                      |
| Rebeca López            |                                                              | bíró                                                              | Halász Aranka                                      |
| Olga Cecilia Mendoza    | Olga                                                         | Börtönőr                                                          | Koncz-Kiss Anikó                                   |
| Orlando Patiño          | Dr. Tortosa                                                  | Orvos                                                             | Juhász György                                      |
| Martha Lucía Pereiro    | María Luisa Arciniegas                                       | Luis Miguel Ariza ügyvédje, és későbbi élettársa                  | Kisfalvi Krisztina                                 |
| Carlos Vicente Puentes  | Ovidio                                                       | Bártulajdonos                                                     | Papucsek Vilmos                                    |
| Cecilia Ricardo         | Leonora de Serrano                                           |                                                                   | Bókai Mária                                        |
| Raúl Santa              | Teobaldo Carmona                                             | Danilo Fontana embere, megöletik                                  | Csuha Lajos                                        |
| Julio Sastoque          | Sixto 'El Gordo'                                             | Fernando Valerugo ügyvédje, és jobbkeze                           | Kajtár Róbert                                      |
| Laura Suárez            | Ximena María Benavides de Ariza                              |                                                                   | Dudás Eszter                                       |
| Siguifredo Vega         | Montilla                                                     | bíró                                                              | Várday Zoltán                                      |
| Fernando Corredor       |                                                              | főrészvényes                                                      | Pálfai Péter                                       |
| Jaime Rayo              | Fabrizzio                                                    | A Fontana-család testőre                                          | Gyurin Zsolt                                       |
| Sandra Pérez            | Lucia                                                        |                                                                   | Csampisz Ildikó                                    |

## Jelölés
| Év   | Díj        | Kategória           | Eredmény |
| ---- | ---------- | ------------------- | -------- |
| 2003 | INTE Award | Az év telenovellája | Jelölés  |

## Fordítás
Ez a szócikk részben vagy egészben a La Venganza (2002 telenovela) című angol Wikipédia-szócikk fordításán alapul.  Az eredeti cikk szerkesztőit annak laptörténete sorolja fel. Ez a jelzés csupán a megfogalmazás eredetét és a szerzői jogokat jelzi, nem szolgál a cikkben szereplő információk forrásmegjelöléseként.